# لوسيان دينيس
لوسيان دينيس (بالفرنسية: Lucien Denis)‏ (12 مارس 1955 كونياك فرنسا - ) هو لاعب كرة قدم فرنسي، يلعب كمدافع.

## روابط خارجية
- لوسيان دينيس على موقع قاعدة بيانات كرة القدم.إي يو (الإنجليزية)
- لوسيان دينيس على موقع ليكيب (الفرنسية)
- لوسيان دينيس على موقع عالم كرة القدم.نت (الإنجليزية)